# The Fiddle's Requiem
Pour plus de détails, voir Fiche technique et Distribution.
The Fiddle's Requiem est un film américain produit par Kalem, réalisé par Sidney Olcott et sorti en 1911 avec Gene Gauntier, Jack J. Clark, Robert G. Vignola dans les rôles principaux.

## Fiche technique
- Titre original : The Fiddle Requiem
- Réalisation : Sidney Olcott
- Directeur de la photographie : George K. Hollister
- Société de production : Kalem
- Pays :  États-Unis
- Longueur : 1000 pieds
- Dates de sortie : 1911

## Distribution
- Gene Gauntier
- Jack J. Clark
- Robert G. Vignola
- Alice Hollister

## Anecdotes
Le film a été tourné à Jacksonville, en Floride, où Kalem dispose d'un studio, les mois d'hiver.